# Osteoporoza
Osteoporoza je poremećaj gubitka koštane mase, a tipičan je za žene u postmenopauzi, te može uzrokovati frakture. Do bolesti dolazi kada osteoklasti napadaji i razgrađuju kost, a osteoblasti nisu u mogućnosti da je potpuno obnove, kao što je to u normalnim okolnostima slučaj.

## Oblici bolesti
Koštana masa se izgrađuje u mladosti i tokom doba spolne zrelosti. Količina koštane mase se ustaljuje oko tridesete godine, a nakon četrdesete se postepeno gubi (do 1% godišnje). Postoje dva osnovna oblika ove bolesti. Prvi oblik bolesti javlja se kod žena oko pedesete godine u menopauzi. Posledica je sniženja nivoa estrogena, ženskih polnih hormona. Drugi oblik osteoporoze, tzv. senilna osteoporoza, javlja se oko sedamdesete godine kao posledica slabijeg metabolizma kalcijuma u starijem dobu.

## Zastupljenost
Gotovo svaka četvrta žena starija od šezdeset godina boluje od osteoporoze. Podložnije obolijevanju su žene koje su rano ušle u menopauzu, ili su im hirurški, pre 45-te godine, uklonjeni jajnici. Postoje i drugi činioci koji doprinose obolijevanju: nizak rast, neuravnotežen menstrualni ciklus, anoreksija, alkoholizam i pušenje.
I muškarci mogu oboleti od osteoporoze, a najčešći je uzrok alkoholizam. Bolest može podstaknuti i gubitak testosterona.

## Prevencija
Kako bi se sprečila i pravovremeno lečila, preporučuju se lekarski pregledi u toku kojih lekar može oceniti navike pacijenta, moguće smetnje ili pojavu osteoporoze u porodici. Najpouzdanija metoda otkrivanja osteoporoze je koštana denzitometrija, odnosno merenje gustine koštane mase.
Osteoporoza se može sprečiti, a i sve uspešnije se leči.

## Spoljašnje veze
|  | Molimo Vas, obratite pažnju na važno upozorenje u vezi sa temama iz oblasti medicine (zdravlja). |